# Чен, Евгений
Евгений Чен (англ. Eugene Chen, кит. трад. 陳友仁, упр. 陈友仁, пиньинь Chén Yǒurén, палл. Чэнь Южэнь; 2 июля 1878, Сан-Фернандо, Тринидад и Тобаго, Британская империя — 20 мая 1944, Шанхай, Китайская республика) — китайский дипломат и юрист, министр иностранных дел Китайской Республики с 30 декабря 1931 по 29 января 1932 год. Был известен своими успехами в продвижении антиимпериалистической внешней политики Сунь Ятсена.

## Биография
Отец Евгения Чена, Джозеф Чен (или Ачан) представитель народности хакка из Мэйсяни. После участия в восстании тайпинов он бежал в Британскую Вест-Индию, где встретил свою будущую жену Мари Леонг, китайскую иммигрантку. Местные власти потребовали от Чена, а также семьи Леонг принять католическую веру в качестве условия иммиграции. Евгений был старшим из трёх сыновей Джозефа и Мари.
После завершения учёбы в католической школе, колледже Святой Марии, Чен получил квалификацию барристера и стал известен как один из самых высококвалифицированных юристов на островах. Семья дома не говорила по-китайски и его родным языком был английский. Позже о нём говорили, что его библиотека была заполнена Диккенсом, Шекспиром, Скоттом и книгами по юриспруденции, а он сам «говорил по-английски как учёный» и «за исключением его цвета кожи, ни его образ жизни, ни его привычки не были китайскими».
После того как Чен покинул остров, он жил в Лондоне, где услышал выступление Сунь Ятсена на митинге против маньчжурского правительства в Китае. Сунь убедил его приехать в Китай и поделиться своими юридическими знаниями с новой республикой в 1912 году. Чен проехал по Транссибирской железной дороге и разделил путешествие с врачом У Ляньдэ. Узнав, что у Чена не было китайского имени, У предложил «Южэнь» как эквивалент имени «Юджин»; Южэнь имеет значение «друг доброжелательности», в частности, на кантонском диалекте.
После того как Сунь был вынужден бежать в Японию в 1913 году, Чен остался в Пекине, где начал карьеру журналиста. Евгений Чен являлся главным редактором двуязычной «Пекинской газеты» в 1913—1917 годах, затем основал «Шанхайскую газету», первую из того, что Сунь задумывал как сеть газет по всему Китаю. Чен отказался от своей первоначальной поддержки Юаня Шикая и стал ярым критиком правительства, обвинив его в «продаже Китая», за что был заключён в тюрьму. В 1918 году сразу после освобождения Евгений присоединился к Суню в Кантоне, чтобы поддержать правительство юга, которое он помогал представлять на Парижской мирной конференции, где он сопротивлялся японским и британским планам в отношении Китая. В 1922 году Чен стал ближайшим советником Суня по иностранным делам и занял позицию антиимпериалистического национализма и поддержки альянса Суня с Советским Союзом.
Дипломатия Чена привела к тому, что один историк назвал его «возможно, самым важным дипломатом Китая 1920-х годов, который сыграл важную роль в движении за восстановление прав». Чен приветствовал союз Суня с СССР и работал в тесном сотрудничестве с М. М. Бородиным, главным советским и внешнеполитическим советником Сунь Ятсена по реорганизации Гоминьдана в Кантоне в 1923 году. После смерти Суня Евгений Чен был избран в Центральный исполнительный комитет Гоминьдана исполняющим обязанности министра иностранных дел в Кантоне и членом правления Ханькоу, достигнув этого в 1926 году, уже в апреле 1927 года он был вынужден уйти в отставку. В течение следующих двух лет Чен активно выражал недовольство по поводу продолжающейся империалистической политики американскому и британскому правительствам, а также вёл переговоры с британскими властями по поводу массовых забастовок рабочих в Гонконге. Когда Северный поход Чан Кайши оказался на грани объединения страны, Чен присоединился к соперничающему националистическому правительству в Ухане.
В январе 1927 года националисты насильственно захватили контроль над британской концессией в Ухане, а когда разъярённые толпы также захватили иностранную концессию в Цзюцзяне, иностранные военные корабли собрались в Шанхае. Переговоры Чена с британцами привели в феврале 1927 года к соглашению Чена-О’Мэлли, которое предусматривало совместное британо-китайское управление концессией. В 1929 году британская концессия официально подошла к концу. С тех пор он находился в ведении китайских властей в качестве Третьего специального района. Хотя событие как таковое было сравнительно незначительным, как и территория, на которой оно происходило, оно, тем не менее, представляло собой как унижение, так и зловещий прецедент для Британской империи. В марте 1927 года, когда быстро приближающаяся Национально-революционная армия собиралась достичь Нанкина, произошла вспышка насилия в отношении иностранцев, теперь известная как Инцидент 20 марта, а чуть позже 12 апреля Чан Кайши начал истребление коммунистов в Шанхае. Чен отправил своих сыновей Персея и Бернарда Чена вместе с Бородиным и американской левой журналисткой Анной Луизой Стронг в автоколонне через Среднюю Азию в Москву. Евгений, его дочери Сильвия и Иоланда, Сун Циинлин и американская журналистка Рейна Проме отправились из Шанхая во Владивосток, а затем по Транссибирской железной дороге в Москву.

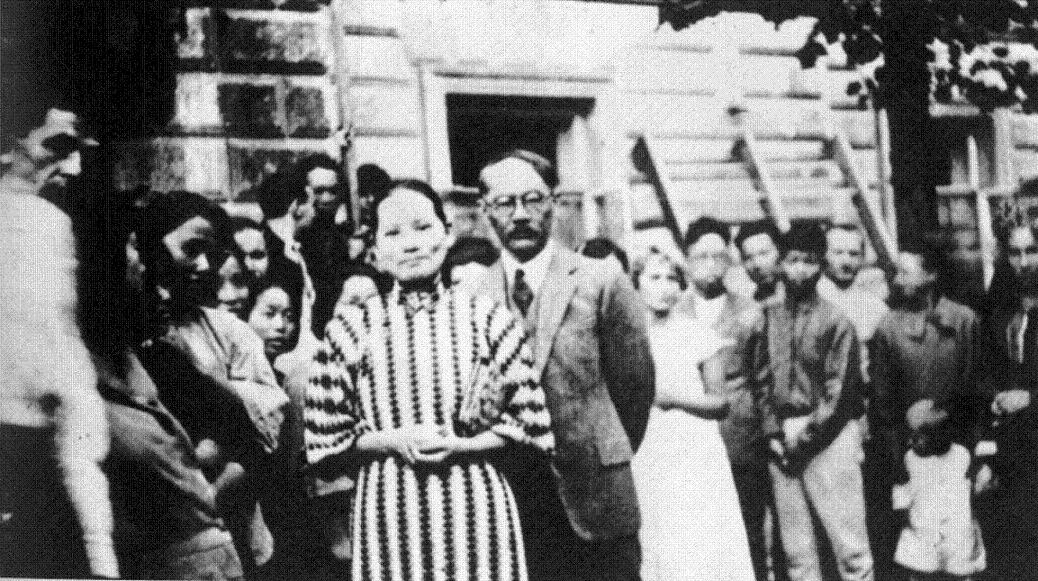
Евгений Чен и Сун Цинлин в Москве, 1927 год

Жизнь в Москве была далеко не лёгкой. После первоначального тёплого общественного приёма Сталин проявил мало терпимости к живым символам советской неудачи в Китае. Чен и Сун Цинлин потерпели неудачу в своих попытках создать левый китайский фронт и вскоре покинул Москву. После скитаний Евгений отправился в Гонконг, прежде чем был назначен министром иностранных дел генералом Чан Кайши в 1931 году. После непродолжительной службы в правительствах Китая, бросивших вызов правительству Нанкина, Чен был окончательно исключён из Гоминьдана за то, что занимал пост министра иностранных дел во время восстания в Фуцзяни в 1934 году. Он вновь укрылся в Париже, но вернулся в Гонконг после начала Японо-китайской войны. Его доставили в Шанхай весной 1942 года в надежде убедить его поддержать японское марионеточное правительство, но он оставался ярым критиком этой «стаи лжецов» до своей смерти в мае 1944 года в возрасте 66 лет.

## Личная жизнь
В 1899 году Чен женился на Агате Альфосин Гантом (1878—1926), французской креолке, дочери негритянки и Франсуа Альфонса Гантома (1826—1904), владельца одного из крупнейших поместий в Тринидаде и дальнего родственника французского адмирала Онорэ Жозефа Антуана Гантома. У них было восемь детей, четверо из которых дожили до совершеннолетия:
- Персей[англ.] (1901—1986), юрист, много лет работал со своим отцом;
- Сильвия[англ.] (1905—1996), всемирно известная танцовщица, вышла замуж за американского киноведа Джея Лейда;
- Иван (Джек) Бернард[10] (1908—1995), журналист-карикатурист. В 1934 году у Бернарда Чена и его первой жены Лукии Флаксман, уроженки Бостона, родился сын Дэнни, позже получивший документы на имя Евгения Бернардовича[11]. Его вырастила сестра Бернарда Иоланда[12]. У Евгения родилась дочь Иоланда, названная в честь тёти. Она как и её отец стала легкоатлетом;
- Иоланда (1913—2006), кинооператор, осталась жить в СССР, где получила известность, вышла замуж за советского кинооператора Александра Шеленкова.

Агата умерла от рака молочной железы в мае 1926 года. Позже в 1930 году Евгений Чен женился на Жоржетте Чен, с которой вместе жил до своей смерти в 1944 году.